# 如梦令
如梦令，词牌名，又名忆仙姿、宴桃源，單調，三十三字，七句、五仄韻、一疊韻，上去看通押。

## 異名
宋蘇軾詞注稱，此曲本後唐莊宗李存勖創制，名為憶仙姿。因嫌其名不雅，因此詞中有「如夢、如夢」疊句，故改稱如夢令；周邦彥又因此詞首句有「曾宴桃源深洞」，改名宴桃源。另因沈會宗詞有「不見、不見」疊句，故又名不見；因張輯詞有「比著梅花誰瘦」句，故又名比梅。另有古記、無夢令、如意令等異名。

## 词牌格式

### 正體
單調三十三字，七句、五仄韻，第五、六句例用疊句。
平仄平平平仄，仄仄仄平平仄。平仄仄平平，平仄仄平平仄。平仄，平仄。平仄仄平平仄。
註：「平」表示平聲，「仄」表示仄聲，「仄」表示本仄可平，「平」表示本平可仄，粗體表示韻腳。
例词
- 李存勖

曾宴桃源深洞，一曲舞鸞歌鳳。長記別伊時，和淚出門相送。如夢，如夢。殘月落花煙重。
- 周邦彥

門外迢迢行路。誰送郎邊尺素。巷陌雨餘風，當面濕花飛去。無緒。無緒。閑處偷垂玉著。
- 李清照

昨夜雨疏风骤，浓睡不消残酒。试问卷帘人，却道海棠依旧。知否？知否？应是绿肥红瘦。
- 李清照

常记溪亭日暮，沉醉不知归路。兴尽晚回舟，误入藕花深处。争渡，争渡，惊起一滩鸥鹭。
- 纳兰性德

萬帳穹庐人醉，星影摇摇欲坠。归梦隔狼河，又被河声搅碎。还睡，还睡，解道醒来无味。
- 向滈

誰伴明窗獨坐。和我影兒兩個。燈燼欲眠時，影也把人拋躲。無那。無那。好個恓惶的我。